# Lyrisk sopran
Lyrisk sopran er en sopranstemme. Stemmen er mere "let" og med mere udpræget modulation end en dramatisk sopran, og skildrer i større grad følelser og stemninger. Den er samtidig "tungere" end soubretten. Begreberne "let" og "tung" beskriver flere egenskaber inden for stemmefysiologien, som omfang, klangfarve, bevægelighed, volumen og bærekraft. En lyrisk sopran har en varm, lys klangfarve. Ofte bliver stemmen inddelt i lys lyrisk sopran og fuld lyrisk sopran.